# 13862 Elais
13862 Elais este o planetă minoră (asteroid), cu un diametru de 24,835 km, din Asteroid troian al lui Jupiter. A fost descoperită pe 8 decembrie 1999 la Experimental Test Site⁠(d) de Lincoln Near-Earth Asteroid Research și a fost numită după Elais⁠(d). 
Obiectul prezintă o orbită caracterizată de o semiaxă mare de 5,2818507 UAi, o excentricitate de 0,08, o înclinație de 8,39565 ° în raport cu ecliptica.